# Willemeen

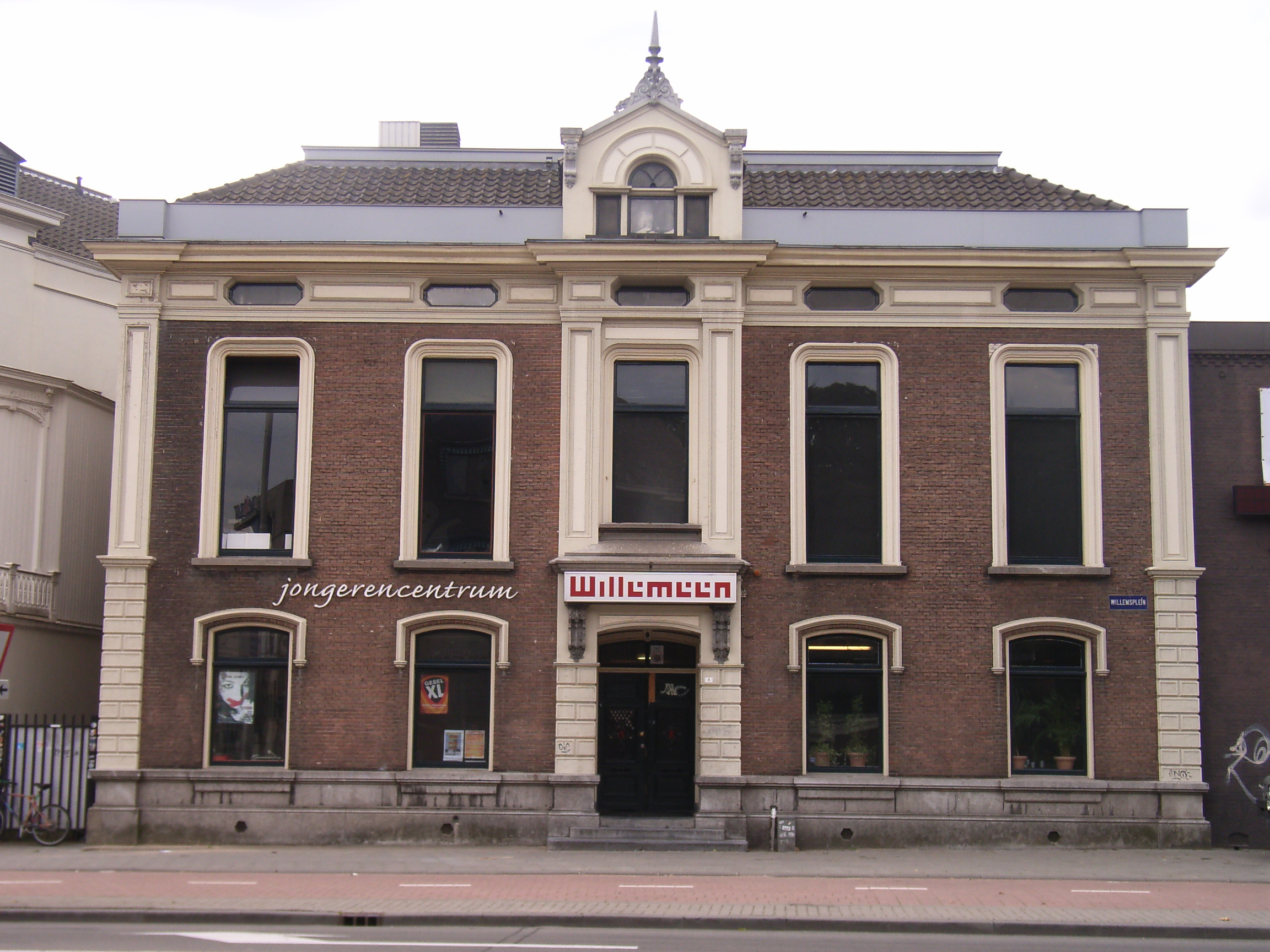
Willemsplein 1, Arnhem

Willemeen is een jongerencentrum en poppodium gevestigd aan het Willemsplein 1 in Arnhem. Het is onderdeel van welzijnsorganisatie Rijnstad. Meer dan honderd vrijwilligers zijn betrokken bij het organiseren van activiteiten op het gebied van jeugdcultuur, muziek, zeefdruk en multimedia. De doelgroep bestaat uit jongeren van 16 tot 26 jaar. De activiteiten en vrijwilligers van het in 2007 gesloten poppodium de Goudvishal zijn in 2008 opgegaan in Willemeen.

## Geschiedenis
Willemeen is gehuisvest in een voormalig kantoor van de Rijkstelegraafdienst dat in 1867-68 werd gebouwd. Vanaf 1924 zetelde hier de Belastingdienst. Aan het einde van de jaren zestig kocht de gemeente Arnhem het pand en stelde het ter beschikking aan de jongerensociëteit Tudepi, die tot dan toe in het nabijgelegen cultureel centrum De Coehoorn gevestigd was. In 1971 kwam hieruit de Stichting Jongerencentrum Arnhem voort. Niet lang daarna veranderde de naam in Willem 1, later veranderd door Bob Vink in een vloeiend Willemeen, wat na de verbouwing in 1987 er meer activiteit in moest blazen. In de jaren zeventig van de 20e eeuw kreeg het jongerencentrum een links-alternatief karakter. Het vormde tot 1977 ook de locatie van het Filmhuis Arnhem, het huidige Focus Filmtheater.

## Activiteiten

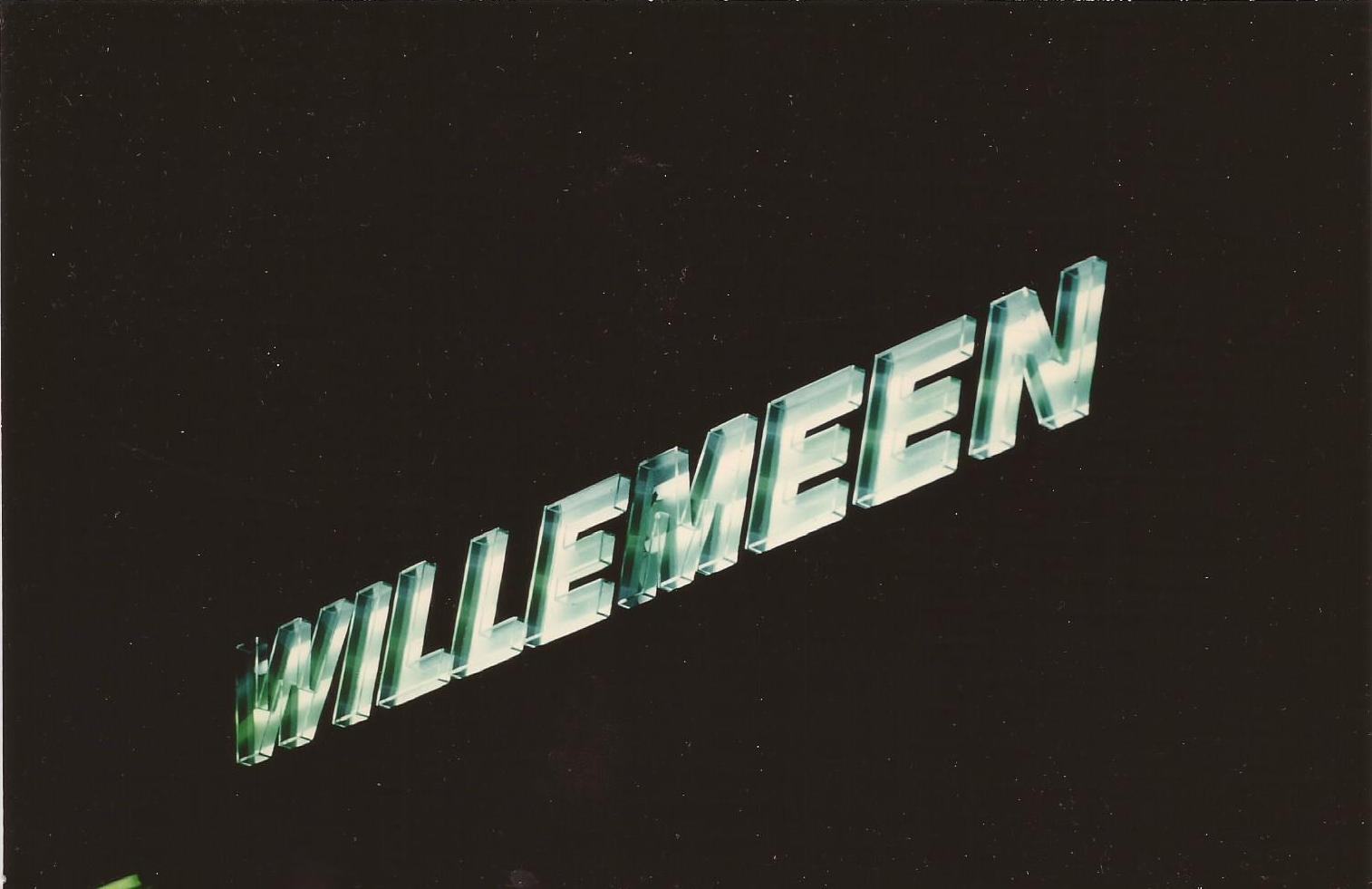
Willemeen in 1987

Na een ingrijpende verbouwing in 1987 beschikt het jongerencentrum over een grote zaal met een capaciteit voor 275 bezoekers en een café waar plek is voor 100 bezoekers. Met deze verbouwing werd ook de voorgevel aangepakt. De opdracht werd naar het ontwerp van Bob Vink samen met Fred Veltman uitgevoerd en wel door het aanbrengen van een groene neonlijn die onderbroken werd door de naam Willemeen. Aangezien het om een monumentaal pand ging, werd er een doos gemaakt om te suggereren dat naam in kops glas uit het graniet kwam, verder werd er indirect licht aangebracht in de dakgoten. In de loop der tijd hebben vele artiesten op het podium van Willemeen gestaan die later nationaal of internationaal doorbraken. Enkele voorbeelden zijn Tröckener Kecks, Rammstein, Chris Isaak, Within Temptation en Bettie Serveert. Als onderdeel van de Stichting Rijnstad vormt Willemeen ook een belangrijke spil in het sociaal-cultureel jongerenwerk in Arnhem.

## Zeefdrukkerij
Vanaf 1982 is aan het jongerencentrum een eigen zeefdrukkerij verbonden. Deze stond in eerste instantie vooral in dienst van diverse politieke en maatschappelijk betrokken organisaties in Arnhem, maar ging zich vanaf 1987 meer richten op interne opdrachten en ontwierp en drukte de posters voor de verschillende culturele activiteiten van Willemeen. Tevens fungeerde de drukkerij als stageplaats en leerwerkplek. Tegenwoordig beperkt het zeefdrukken zich niet meer tot affiches voor concerten maar bedrukt ook T-shirts, platenhoezen, decorstukken en stickers.
Het vijfentwintigjarig bestaan van de drukkerij vormde de aanleiding voor een overzichtsexpositie in Willemeen onder de naam ‘Pop in een Oogopslag’.